# Aziza Brahim
Aziza Brahim (en arabe : عزيزة ابراهيم, née le 9 juin 1976) est une chanteuse et actrice sahraouie. 

## Biographie
Elle est née en 1976 dans les camps de réfugiés sahraouis, dans la région de Tindouf en Algérie comme des milliers d'autres sahraouis fuyant les exactions des militaires marocains. Son père est resté à Laâyoune, ville sous occupation marocaine, où il est mort plus tard, Aziza ne l'a jamais rencontré. Grandissant dans les conditions difficiles des camps du désert, Aziza découvre la musique à la fois comme une source de divertissement et comme une façon naturelle de s'exprimer et de communiquer des pensées et des émotions.
À l'âge de 11 ans, elle reçoit une bourse pour étudier à Cuba, comme d'autres étudiants sahraouis à l'époque. Elle veut étudier la musique, mais cette demande est refusée. Elle quitte l'école et retourne dans les camps de réfugiés en 1995. Depuis 2000, elle vit en Espagne, d'abord à León puis à Barcelone. Elle est mariée et elle a une fille.
En 1995, elle remporte le Premier Concours National de la Chanson, lors du festival national de la Culture. Elle rejoint ensuite une tournée de musiciens sahraouis en  Mauritanie et en Algérie. En 1998, elle contribue avec deux chansons à l'album A pesar de las heridas. Cette année-là, elle fait une tournée en Europe avec le groupe sahraoui Leyoad, en Espagne, en France et en Allemagne. En 1999, elle retourne dans les camps de réfugiés, enregistrant une session pour la radio nationale sahraouie avec des musiciens touaregs de Tamanrasset, en Algérie. Entre 2001 et 2003, elle repart en tournée en Espagne, en France et en Allemagne avec Leyoad. En 2005, elle collabore avec le  groupe espagnol Yayabo latin jazz. Elle crée en 2007 le groupe Gulili Mankoo, composé de musiciens du Sahara occidental, d'Espagne, de Colombie et du Sénégal, mêlant musique traditionnelle africaine, blues et rock, enregistrant avec eux en 2008 son premier album solo, l'EP Mi Canto. En 2009, elle enchaîne sur d'autres collaborations, et une chanson de son EP est incluse dans la compilation de l'album Listen to the Banned. Depuis 2009, elle effectue régulièrement des tournées en Espagne et en France avec le groupe basque Oreka Tx.
En 2011, elle s'implique dans le film espagnol Wilaya, composant, produisant et interprétant la bande originale, et jouant aussi, pour la première fois, comme actrice.
En février 2012, Reaktion sort son album, intitulé Mabruk en l'honneur de sa grand-mère Al Khadra. Quelques paroles de ses chansons utilisent des poèmes  de cette grand-mère, El-Jadra Menthe Mabruk. En avril, le magazine Efe Eme annonce sa participation à l'édition 2012 du festival WOMAD de Cáceres.

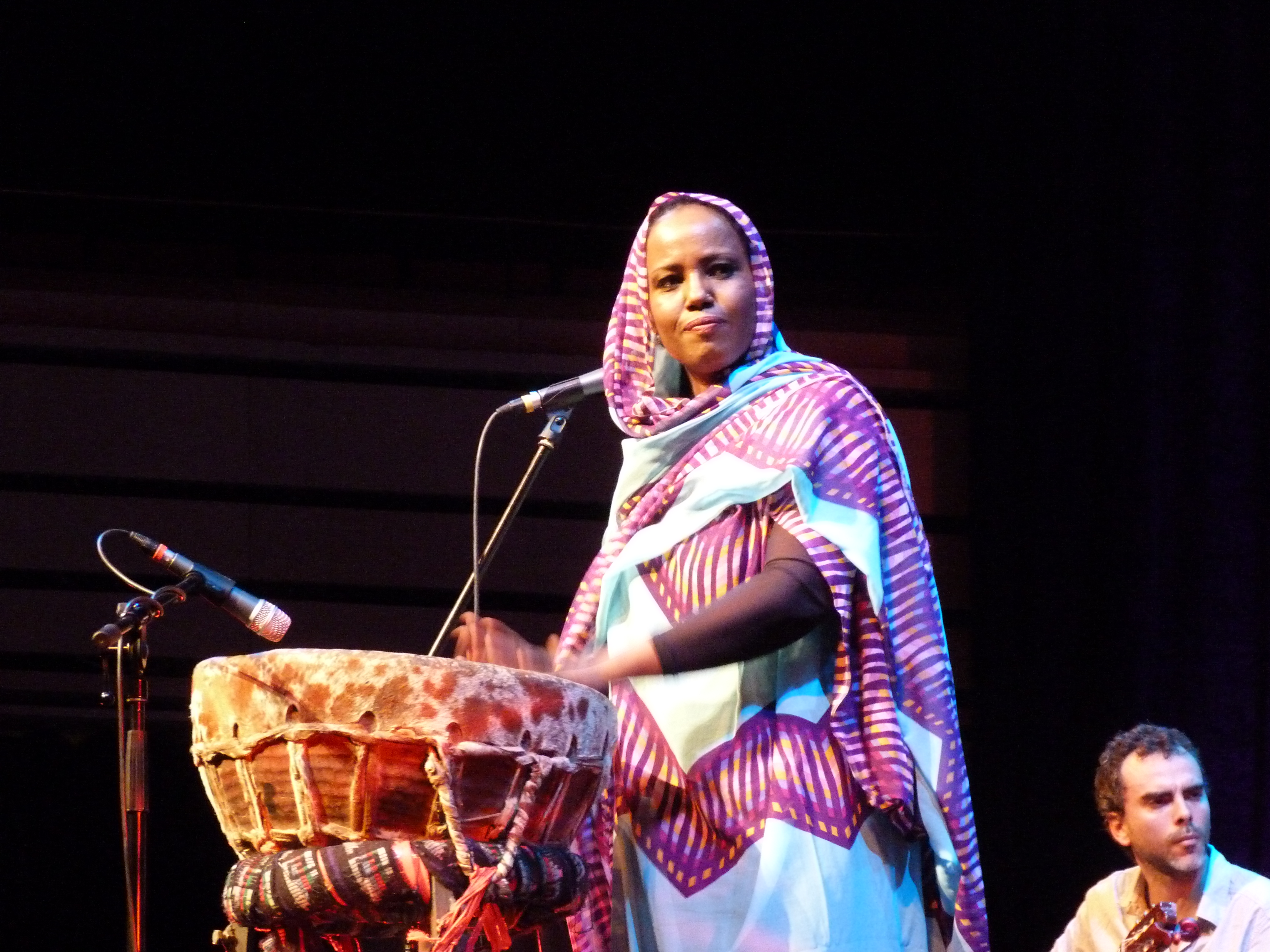
Aziza Brahim au WOMEX 15, Budapest

En 2014, Aziza Brahim sort son troisième album Soutak, un disque acoustique mettant en vedette des musiciens des scènes musicales barcelonaise et malienne et intégrant des influences maliennes, espagnoles, cubaines et contemporaines anglo-européennes en plus du son traditionnel sahraoui. Plus acoustique, plus épuré, Soutak est en tête des charts de la World Music Charts en Europe (WMCE) à trois reprises, mars, avril et mai 2014. En 2019, un concert prévu à Paris à l'Institut du monde arabe est annulé sous la pression des autorités marocaines.
En 2019, elle est présente à la fiesta des suds, à Marseille dans la soirée du 11 octobre.
En novembre 2019 sort un nouvel album, Sahari, sur lequel elle collabore avec Amparo Sanchez, leader du groupe espagnol Amparanoïa, puis Mawja, début 2024.

## Discographie
Albums studio
- 2008 : Mi Canto EP
- 2011 : OST Wilaya
- 2012 : Mabruk
- 2014 : Soutak
- 2016 : Abbar el Hamada
- 2019 : Sahari
- 2024 : Mawja

Invitée
- 1998 : A pesar de las heridas – Cantos de las Mujeres Saharauis
- 2003 : Nar
- 2009 : Interrapcion – Crisol 09
- 2010 : Listen to the Banned

## Prix et nominations
En 2009, elle est finaliste du Freedom to Create Prize. À la fin d'avril 2012, elle remporte le prix BiznagaI de Plata  de la Meilleure bande originale, pour sa musique du film Wilaya, au Festival du cinéma espagnol de Malaga.